# کیروفسکی (استان بلگورود)
کیروفسکی (انگلیسی: Kirovsky, Belgorod Oblast) یک شهرک در بخش ایفنیانسکی استان بلگورود کشور روسیه است.